# Amerikansk oksefrø
Den amerikanske oksefrø (Rana catesbeiana) er en frø. Den når en længde på 9-20 cm. Den lever i Nordamerika og er kontinentets største frø. Den lever i vand.